# Ernest III de Brunswick-Grubenhagen
Ernest III de Brunswick-Grubenhagen (ou Ernest IV si on prend en compte comme Ernest II († 1400/1402) le 3e fils de Ernest Ier), né le 17 décembre 1518 à Osterode am Harz et mort le 2 avril 1567 au château de Herzberg am Harz, fut un membre de la lignée des Welf prince de la Brunswick-Grubenhagen de 1551 à 1567.

## Biographie
Ernest est le fils aîné du duc Philippe Ier et de sa seconde épouse Catherine de Mansfeld-Vorderort (1501–1535), fille ainée du comte Ernest II et de sa femme Barbara de Querfurt. Ses grands-parents paternels sont le duc Albert II et son épouse la comtesse Élisabeth de Waldeck.
Pendant la guerre menée par les membres de la Ligue de Smalkalde, Ernest participe avec son père et ses frères à la campagne militaire de 1546 en Allemagne du sud qui se solde par la défaite d'Ingolstadt.
En 1551 il succède à son père à la tête de la principauté de Grubenhagen. Le 9 octobre 1547, il avait épousé à Wolgast la princesse Marguerite de Poméranie-Wolgast (mai 1518 – 24 juin 1569), fille aînée du duc Georges Ier de Poméranie. De cette union ne nait qu'une fille qui atteint l'âge adulte :
- Élisabeth de Brunswick-Grubenhagen (14 avril 1550 – 11 février 1586), qui épouse le 19 août 1568 le duc Jean de Schleswig-Holstein-Sonderbourg.

Comme Ernest III ne laisse pas de fils à sa mort sa succession passe à son frère cadet Wolfgang. Quand ce dernier meurt à son tour sans descendance la principauté est dévolue à son dernier frère Philippe II à la mort duquel la lignée Brunswick-Grubenhagen de la maison des Welf s'éteint.